# Maurice Thévenet
Maurice Thévenet est professeur au Conservatoire national des arts et métiers (Cnam) et à l'École supérieure des sciences économiques et commerciales (Essec),,. Il est l’auteur d'une vingtaine d'ouvrages sur la culture d'entreprise, le management, ainsi que le leadership. De juin 2016 à juillet 2020, il est Délégué général de la Fondation Nationale pour l'Enseignement de la Gestion des Entreprises.